# تيري مور
تيري مور (بالإنجليزية: Terry Moor)‏ مواليد 23 أبريل 1952 في هارتفورد، الولايات المتحدة، هو لاعب كرة مضرب أمريكي سابق بدأ مسيرته كمحترف سنة 1973 وكان يلعب باليد اليسرى، اعتزل اللعب في 1987. أعلى تصنيف له في الفردي كان المركز الـ 32 في سنة 1984.

## النهائيات

### زوجي الرجال
| الحصيلة | السنة | البطولة        | الأرضية | الشريك       | المنافس                    | النتيجة       |
| الوصافة | 1981  | فرنسا المفتوحة | ترابية  | إليوت تيلتشر | هاينز جنثارت بلازس تاروكزي | 6–2, 7–6, 6–3 |

## روابط خارجية
- تيري مور على موقع رابطة محترفي التنس (الإنجليزية)
- تيري مور على موقع الاتحاد الدولي لكرة المضرب (الإنجليزية)
- تيري مور على موقع خلاصة التنس.كوم (الإنجليزية)